# The Better Life
The Better Life è il primo album in studio del gruppo musicale statunitense 3 Doors Down, pubblicato l'8 febbraio 2000 dalla Universal Records.
L'album ha raggiunto la settima posizione negli Stati Uniti, dove è stato certificato 7 dischi di platino.

## Tracce
1. Kryptonite – 3:53 (Brad Arnold, Todd Harrell, Matt Roberts)
2. Loser – 4:24 (Brad Arnold, Todd Harrell, Matt Roberts)
3. Duck and Run – 3:50 (Brad Arnold, Todd Harrell, Chris Henderson, Matt Roberts)
4. Not Enough – 3:14 (Brad Arnold, Todd Harrell, Chris Henderson, Matt Roberts)
5. Be Like That – 4:25 (Brad Arnold, Chris Henderson)
6. Life of My Own – 3:58 (Brad Arnold, Todd Harrell)
7. Better Life – 3:07 (Brad Arnold, Todd Harrell, Chris Henderson, Matt Roberts)
8. Down Poison – 4:21 (Brad Arnold, Todd Harrell, Matt Roberts)
9. By My Side – 3:16 (Brad Arnold, Todd Harrell, Matt Roberts)
10. Smack – 2:29 (Brad Arnold, Todd Harrell, Matt Roberts)
11. So I Need You – 3:49 (Brad Arnold, Todd Harrell, Chris Henderson, Matt Roberts)

## Formazione
- Brad Arnold - voce, batteria
- Matt Roberts - chitarra
- Chris Henderson - chitarra
- Todd Harrell - basso

## Classifiche

### Classifiche settimanali
| Classifica (2000-01) | Posizione massima |
| -------------------- | ----------------- |
| Australia            | 16                |
| Austria              | 56                |
| Belgio (Fiandre)     | 12                |
| Canada               | 6                 |
| Finlandia            | 23                |
| Germania             | 45                |
| Nuova Zelanda        | 19                |
| Paesi Bassi          | 26                |
| Stati Uniti          | 7                 |

### Classifiche di fine anno
| Classifica (2000) | Posizione |
| ----------------- | --------- |
| Stati Uniti       | 18        |
| Classifica (2001) | Posizione |
| Australia         | 74        |
| Belgio (Fiandre)  | 47        |
| Stati Uniti       | 43        |